# Nuncia variegata
Nuncia variegata is een hooiwagen uit de familie Triaenonychidae.